# Doravirin
Doravirin (DOR) ist ein Arzneistoff zur Behandlung HIV-1-infizierter Patienten im Rahmen einer HIV-Kombinationstherapie und zählt zu der Gruppe der nichtnukleosidischen Reverse-Transkriptase-Inhibitoren (NNRTI).
Doravirin wird als Erstlinientherapie in der Deutsch-Österreichischen Leitlinien zur antiretroviralen Therapie der HIV-1-Infektion empfohlen, sei es als Eintablettenregime (Doravirin/Tenofovirdisoproxil/Lamivudin, seit 2019 vermarktet durch MSD als Delstrigo) oder in Form eines Mehrtablettenregimes (Pifeltro).

## Geschichte
Doravirin ist der zuletzt eingeführte NNRTI und wurde Ende 2018 in den USA und in der EU zugelassen, sowohl als Monopräparat (Pifeltro) als auch in Kombination mit Lamivudin und Tenofovirdisoproxil (DOR/3TC/TDF, Delstrigo).
Ursprünglich wurde bei einem Hochdurchsatz-Screening geeigneter Inhibitoren der HIV-1 reversen Transkriptase (RT) ein Tetrazol-Thioacetanilid entdeckt. Dieses wurde durch diverse Optimierungsschritte und Austausch funktionaler Gruppen weiter verändert, wodurch schließlich Doravirin als pharmakokinetisch potente und antiviral aktive Substanz gegen die RT der HIV-1 und dessen häufigen Mutationen K103N sowie Y181C hervorgegangen ist.

## Eigenschaften
Doravirin zählt zu den NNRTIs der 2. Generation. Es bindet nichtkompetitiv an die virale RT von HIV-1, wodurch dessen Funktion gehemmt wird. Infolgedessen kommt die Vermehrung der Retroviren in der Wirtszelle zum Erliegen.
Der Wirkstoff muss im Gegensatz zu den nukleosidischen Reverse-Transkriptase-Inhibitoren (NRTIs) intrazellular nicht aktiviert werden. Doravirin darf nur in Kombination anderer antiretroviraler Wirkstoffe eingesetzt werden. Aufgrund seiner langen Halbwertszeit wird es einmal täglich eingenommen – im Gegensatz anderer NNRTIs wie Rilpivirin unabhängig von der Nahrungsaufnahme.

## Anwendung
Zugelassen ist die tägliche Einnahme von 100 mg Doravirin bei HIV-infizierten Personen ab 12 Jahren und über 35 kg Körpergewicht, die keine Resistenzen gegenüber anderen NNRTIs haben. Die Einnahme erfolgt oral entweder über ein Eintabletten- (Delstrigo) oder ein Mehrtablettenregimes (Pifeltro) unabhängig zu den Mahlzeiten oder demographischen Faktoren wie Alter oder Geschlecht.
Da die renale Elimination von Doravirin gering ist, kann es auch bei einer vorliegenden schweren Nierenfunktionsstörung eingenommen werden. Es wird über die Leber metabolisiert; bei leichter oder moderater Leberfunktionsstörung (Child-Pugh-Score A und B) ist eine Dosisanpassung aber nicht erforderlich.

## Wechselwirkungen
Doravirin wird über CYP3A4 metabolisiert, weswegen es nicht mit Arzneimitteln eingenommen werden darf, die CYP3A4 stark induzieren (beispielsweise Efavirenz, Carbamazepin oder Rifampin). Diese können die Plasmakonzentration Doravirins erheblich senken, wodurch das virologische Ansprechen vermindert wird und dadurch Resistenzen entstehen. Effekte durch andere Enzyme der Cytochrom P450-Familie (z. B. CYP3A5, CYP1A2, CYP2B6, CYP2C8) sind wahrscheinlich nicht zu erwarten.
Bei moderaten CYP3A-Induktoren wie beispielsweise Rifabutin ist eine Dosisanpassung empfehlenswert.

## Nebenwirkungen
Die aus den klinischen Prüfungen übermittelten Nebenwirkungen waren am häufigsten Übelkeit (4 %) und Kopfschmerzen (3 %), ferner abnorme Träume.
Akute Symptome bei Überdosierungen wurden nicht berichtet.

## Resistenzen
Gegen Wildtyp-Viren und einige NNRTI-resistente Mutanten der viralen RT (K103N, Y181C, G190A und E138K) ist Doravirin wirksam, die Resistenzbarriere liegt höher als bei den NNRTIs Rilpivirin oder Efavirenz. Doravirin-assoziierte Resistenzmutationen treten selten auf.
Eine Doravirinresistenz liegt insbesondere bei folgenden Mutationen der RT vor: V106A/M und Y188L.